# Амарілдо Дімо
Амарілдо Дімо (алб. Amarildo Dimo; нар. 25 серпня 1982, Фієрі, Албанія) — албанський футболіст, виступав на позиції захисника.

## Клубна кар'єра
Вихованець «Аполонії». Дорослу футбольну кар'єру розпочав 2003 року в «Люфтерарі». У 2006 році перейшов до «Бюліса» (Балш), а в 2009 році повернувся до «Люфтерарі». У 2009 році знову став гравцем «Бюліса» (Балш). З 2012 по 2015 рік захищав кольори «Скендербеу».
5 січня 2015 року, після 15-річної паузи, до завершення сезону повернувся до рідного клубу «Аполонія» (Фієрі), який намагався зберегти своє місце в Суперлізі Албанії. Проте в команді затримався на три з половиною сезони, а 1 липня 2018 року, по завершенні контракту, керівництво «Аполонії» вирішило не пропонувати гравцеві нову угоду й Амарілдо залишив клуб вільним агентом.
У липні 2018 року підписав контракт з представником Першого дивізіону Албанії «Егнатія». Отримав футболку з 22-им ігровим номером. Дебютував за нову команду в матчі першого туру Першого дивізіону проти «Бюліс» (Балш), в якому відзначився єдиним голом у поєдинку. У другому турі відзначився ще одним голом (з пенальті), в переможному (2:1) поєдинку проти «Ельбасані», завдяки чому «Егнатія» вийшла на перше місце в турнірній таблиці Першого дивізіону.

## Статистика клубних виступів
Станом на 13 квітня 2019.
| Сезон                     | Команда                   | Чемпіонат                 | Чемпіонат | Чемпіонат | Нац. кубок | Нац. кубок | Нац. кубок | Єврокубки | Єврокубки | Єврокубки | Інші кубки | Інші кубки | Інші кубки | Загалом | Загалом |
| Сезон                     | Команда                   | Змаг.                     | Матчі     | Голи      | Змаг.      | Матчі      | Голи       | Змаг.     | Матчі     | Голи      | Змаг.      | Матчі      | Голи       | Матчі   | Голи    |
| ------------------------- | ------------------------- | ------------------------- | --------- | --------- | ---------- | ---------- | ---------- | --------- | --------- | --------- | ---------- | ---------- | ---------- | ------- | ------- |
| 2004-2005                 | «Люфтерарі»               | ПД                        | ?         | ?         | КА         | 0          | 0          | -         | -         | -         | -          | -          | -          | 0+      | 0+      |
| 2005-2006                 | «Люфтерарі»               | ПД                        | ?         | ?         | КА         | 0          | 0          | -         | -         | -         | -          | -          | -          | 0+      | 0+      |
| 2006-2007                 | «Бюліс» (Балш)            | ПД                        | ?         | ?         | КА         | 0          | 0          | -         | -         | -         | -          | -          | -          | 0+      | 0+      |
| 2007-2008                 | «Бюліс» (Балш)            | ПД                        | ?         | ?         | КА         | 0          | 0          | -         | -         | -         | -          | -          | -          | 0+      | 0+      |
| 2008-2009                 | «Люфтерарі»               | ПД                        | 2         | 1         | КА         | 0          | 0          | -         | -         | -         | -          | -          | -          | 2+      | 1+      |
| Загалом за «Люфтерарі»    | Загалом за «Люфтерарі»    | Загалом за «Люфтерарі»    | 2+        | 1+        |            | 0          | 0          |           | -         | -         |            | -          | -          | 2+      | 1+      |
| 2009-2010                 | «Бюліс» (Балш)            | ПД                        | 16        | 4         | КА         | 2          | 0          | -         | -         | -         | -          | -          | -          | 18      | 4       |
| 2010-2011                 | «Бюліс» (Балш)            | СА                        | 28        | 9         | CA         | 4          | 2          | -         | -         | -         | -          | -          | -          | 32      | 11      |
| 2011-січ. 2012            | «Бюліс» (Балш)            | СА                        | 13        | 9         | КА         | 7          | 3          | -         | -         | -         | -          | -          | -          | 20      | 12      |
| Загалом за «Бюліс» (Балш) | Загалом за «Бюліс» (Балш) | Загалом за «Бюліс» (Балш) | 57+       | 22+       |            | 13         | 5          |           | -         | -         |            | -          | -          | 70+     | 27+     |
| січ.-лип. 2012            | «Скендербеу»              | СА                        | 6         | 0         | КА         | 3          | 0          | ЛЧУ       | -         | -         | СА         | -          | -          | 9       | 0       |
| 2012-2013                 | «Скендербеу»              | СА                        | 17        | 1         | КА         | 9          | 1          | ЛЧУ       | 0         | 0         | СА         | 1          | 0          | 27      | 2       |
| 2013-2014                 | «Скендербеу»              | СА                        | 25        | 1         | КА         | 7          | 0          | ЛЧУ+ЛЄУ   | 1+0       | 0         | СА         | 0          | 0          | 33      | 1       |
| 2014-січ. 2015            | «Скендербеу»              | СА                        | 8         | 1         | КА         | 4          | 0          | ЛЧУ       | 0         | 0         | СА         | 1          | 0          | 13      | 1       |
| Totale Skënderbeu         | Totale Skënderbeu         | Totale Skënderbeu         | 56        | 3         |            | 23         | 1          |           | 1         | 0         |            | 2          | 0          | 82      | 4       |
| січ.-лип. 2015            | «Аполонія»                | СА                        | 17        | 2         | КА         | 2          | 0          | -         | -         | -         | -          | -          | -          | 19      | 2       |
| 2015-2016                 | «Аполонія»                | ПД                        | 25        | 8         | КА         | 1          | 0          | -         | -         | -         | -          | -          | -          | 26      | 8       |
| 2016-2017                 | «Аполонія»                | ПД                        | 25        | 2         | КА         | 4          | 1          | -         | -         | -         | -          | -          | -          | 29      | 3       |
| 2017-2018                 | «Аполонія»                | ПД                        | 23        | 2         | КА         | 2          | 0          | -         | -         | -         | -          | -          | -          | 25      | 2       |
| Загалом в «Аполонії»      | Загалом в «Аполонії»      | Загалом в «Аполонії»      | 90        | 14        |            | 9          | 1          |           | -         | -         |            | -          | -          | 99      | 15      |
| 2018-2019                 | «Егнатія»                 | ПД                        | 20        | 4         | КА         | 3          | 0          | -         | -         | -         | -          | -          | -          | 23      | 4       |
| Усього за кар'єру         | Усього за кар'єру         | Усього за кар'єру         | 225+      | 44+       |            | 48         | 7          |           | 1         | 0         |            | 2          | 0          | 276+    | 51+     |

## Досягнення
«Скендербеу»
- Суперліга Албанії
  -  Чемпіон (3): 2011/12, 2012/13, 2013/14

- Суперкубок Албанії
  -  Володар (2): 2013, 2014